# 長野県白馬高等学校
長野県白馬高等学校（ながのけんはくばこうとうがっこう）は、長野県北安曇郡白馬村にある公立高校である。

## 概要
スキー部は全国的な強豪として知られ、上村愛子（スキーモーグル）や渡部暁斗（ノルディック複合）など、2018年（平成30年）時点で9人のオリンピック出場選手を輩出している。白馬村と小谷村に存在する唯一の高校である。最寄駅は東日本旅客鉄道大糸線白馬駅。文化祭は白馬岳（しろうまだけ）ちなみ、「しろうま祭」という。寮の運営は、白馬村と小谷村による一部事務組合「白馬山麓事務組合」が行っている。

## 歴史
1948年（昭和23年）には長野県大町北高等学校定時制北城分校として設置認可された。1949年（昭和24年）、同定時制神城分校を設置。1951年（昭和26年）4月、北安曇郡北城村・神城村（いずれも現・白馬村）、北小谷村・中土村・南小谷村（いずれも現・小谷村）の5カ村の「長野県白馬高等学校組合」による定時制の組合立長野県白馬高等学校として北城村に独立開校した。1956年（昭和31年）9月30日には北城村と神城村が合併して白馬村が発足したことで、高校の所在地が白馬村となった。1963年（昭和38年）4月1日には県立に移管され、全日制の長野県白馬高等学校となった。
1989年度（平成元年度）の生徒数は約400人だったが、人口減少や少子化などが理由で、2004年度（平成16年度）には約200人にまで落ち込んだ。2014年（平成26年）には長野県教育委員会が白馬高校を分校化の検討対象としたが、地元は独立校としての存続を要望した。普通科の定員減と、県外からの志願を可能にした国際観光科を新設することで、独立校として存続することとなった。2016年度（平成28年度）には全国から志願可能な国際観光科が新設された。

### 年表
- 1951年4月1日 - 5カ村学校組合による組合立長野県白馬高等学校として北城村に開校。
- 1963年4月1日 - 県立に移管されて全日制普通科の長野県白馬高等学校となる。
- 1980年7月 - 新校舎（管理・普通教室棟）竣工。
- 1985年11月 - 特別教室棟（理科・家庭科教室）竣工。
- 1992年3月 - 小体育館竣工。
- 1993年3月 - 弓道場竣工。
- 1995年12月 - プール新設。
- 1999年4月 - コース制を導入（アルプスコース、文理コース、経営コース）。
- 2000年3月 - クライミングウォールを設置。
- 2001年10月 - 創立50周年記念式典を挙行。
- 2002年4月 - 学校評議員制度導入。
- 2011年10月 - 創立60周年記念式典挙行。
- 2014年10月 - 白馬高校卒業者の中でオリンピック出場者をスーパーバイザーとして委嘱。
- 2016年4月 - 全国募集の国際観光科を設置[7]
- 2016年4月 - 長野県の高校では初めて学校運営協議会を設置。
- 2017年2月 - ながの銀嶺国体スキー競技会の運営に全校で参加。

## 部活動
- 運動部
  - バスケットボール部（男子）
  - 弓道部
  - スキー部
  - バドミントン部
  - 山岳部

- 学芸部
  - 吹奏楽部
  - 写真部
  - 茶道部
  - 美術部
  - プロジェクト学習部（PDL)
  - ダンス部

- 同好会
  - 軽音同好会
  - 陸上同好会
  - 野球同好会

### スキー部
2014年にロシアで開催された2014年ソチオリンピックには、白馬高校在学中の山田優梨菜、白馬高校卒業生の上村愛子、渡部暁斗、渡部善斗、西伸幸と、白馬高校に関連する人物が5人出場した。
2015年度には全校生徒の約1/4にあたる36人がスキー部に所属していた。
- 1955年2月 - 第4回全国高等学校スキー大会（湯沢）女子滑降種目で優勝。
- 1959年2月 - 第8回全国高等学校スキー大会（新井）クロスカントリーリレー種目で優勝。
- 1964年2月 - 第13回全国高等学校スキー大会（猪苗代）男子回転・大回転種目で優勝。
- 1967年2月 - 第16回全国高等学校スキー大会（小樽）男子回転種目で優勝。
- 1968年2月 - 第17回全国高等学校スキー大会（妙高）男子回転種目で優勝。
- 1973年2月 - 第22回全国高等学校スキー大会（花輪）男子大回転種目で優勝。
- 1976年2月 - 第25回全国高等学校スキー大会（流葉）女子総合優勝。
- 1978年2月 - 第27回全国高等学校スキー大会（小樽）男子回転種目で優勝。
- 1986年2月 - 第35回全国高等学校スキー大会（白馬）女子総合優勝、女子大回転種目で優勝。
- 1987年2月 - 第36回全国高等学校スキー大会（安代）女子大回転種目で優勝。
- 1989年2月 - 第38回全国高等学校スキー大会（大鰐）女子総合優勝、女子回転種目で優勝。
- 1990年2月 - 第39回全国高等学校スキー大会（石打）女子総合優勝、女子回転種目で優勝。
- 1991年2月 - 第40回全国高等学校スキー大会（蔵王）女子回転、大回転種目で優勝。
- 1992年2月 - 第41回全国高等学校スキー大会（大山）女子回転種目で優勝。
- 1994年2月 - 第43回全国高等学校スキー大会（尾瀬）男子ノルディック複合種目で優勝。
- 1996年2月 - 第45回全国高等学校スキー大会（鹿角）男子ノルディック複合種目で優勝。
- 1998年2月 - 長野冬季オリンピック女子モーグル種目で在学中の上村愛子が7位。
- 1998年3月 - 長野冬季パラリンピックアルペン種目出場。
- 2005年2月 - 第54回全国高等学校スキー大会（尾瀬）男子ノルディック複合種目で準優勝。
- 2007年2月 - 第56回全国高等学校スキー大会（富山）男子ノルディック複合種目で優勝。
- 2007年3月 - 全国高等学校選抜スキー大会女子大回転種目で優勝。
- 2008年2月 - 第57回全国高等学校スキー大会（新潟）男子ノルディック複合種目で優勝、男子リレー種目3位。
- 2008年3月 - 全国高等学校選抜スキー大会女子スーパー大回転種目で優勝。
- 2009年2月 - 第58回全国高等学校スキー大会（白馬）全校生徒で運営に参加、男子総合準優勝、男子リレー種目で優勝。
- 2010年2月 - 全国高等学校選抜スキー大会ノルディック複合種目で優勝、ジャンプ種目準優勝、女子大回転種目準優勝、女子スーパー大回転種目3位。
- 2011年2月 - 第60回全国高等学校スキー大会（八幡平）男子10kmクラシカル種目3位、男子リレー種目7位。
- 2011年3月 - 全国高等学校選抜スキー大会男子10kmクラシカル種目で準優勝。
- 2012年2月 - 第61回全国高等学校スキー大会（蔵王）女子回転種目4位、男子リレー7位。
- 2012年2月 - 国民体育大会（高山）少年男子10kmクラシカル種目で優勝。同月　全国高等学校選抜スキー大会男子10kmクラシカル種目で優勝。
- 2012年3月 - 全国高等学校選抜スキー大会（富良野）女子大回転種目で優勝。
- 2013年2月 - 第62回全国高等学校スキー大会（札幌）男子ノルディック複合種目で6位。
- 2014年2月 - ソチオリンピック女子スペシャルジャンプ種目に在学中の山田優梨菜が出場。
- 2014年2月 - 全国高等学校選抜スキー大会（野沢温泉）男子10kmクラシカル種目で5位。
- 2014年3月 - 全国高等学校選抜スキー大会（富良野）女子スーパー大回転種目3位、大回転種目で4位、5位。
- 2015年2月 - 第64回全国高等学校スキー大会（鹿角）男子総合5位、男子スペシャルジャンプ種目で優勝、男子リレー種目3位、女子回転種目3位。
- 2015年2月 - 全国高等学校選抜スキー大会（野沢温泉）男子スペシャルジャンプ種目で2位。
- 2015年2月 - 世界ノルディックスキー選手権　女子スペシャルジャンプ種目出場。
- 2015年3月 - 全国高等学校選抜スキー大会（富良野）男子大回転種目3位、女子大回転種目3位。

## 校章・校歌

### 校章
中央の「高」の字を白馬三山が囲んでいる。「高」の文字を取り巻く藍色は姫川の清流を示し、六角形は雪の結晶を表している。校章の作者は松本のぼる。

### 校歌
校歌の作詞は藤澤古実、作曲は高木東六である。なお、実際の歌唱では二番は歌われず、一番の後に三番を歌う。

## 出身者
- 矢口賢[9] - クロスカントリースキー選手。1962年世界選手権などに出場。
- 丸山寿一[9] - アルペンスキー選手。1968年グルノーブルオリンピック出場。白馬高校第13回卒[10]。
- 丸山庄司[9] - スキー選手。日本スキー連盟専務理事。1953年白馬高校卒業。
- 荻原郁夫（山本郁夫） - アルペンスキー選手・実業家。杏林製薬社長。1974年アルペンスキー世界選手権などに出場。
- 猪股由美[9] - クロスカントリースキー選手。1992年アルベールビルオリンピック出場。白馬高校第35回卒[10]。
- ヤブキレン - 俳優・モデル・活動家。
- 上村愛子 - スキーモーグル選手。冬季オリンピック5大会に出場。白馬高校第47回卒[10]。
- 福島のり子 - スキークロス選手。2010年バンクーバーオリンピック出場。白馬高校第47回卒[10]。
- 松本勲人 - アルペンスキー選手。
- 西伸幸 - スキーモーグル選手。2010年バンクーバーオリンピック・2014年ソチオリンピック出場。白馬高校第53回卒[10]。
- 渡部暁斗 - ノルディック複合選手。冬季オリンピック4大会に出場して2014年ソチオリンピックと2018年平昌オリンピックで銀メダル。白馬高校第56回卒[10]。
- 渡部善斗 - ノルディック複合選手。2014年ソチオリンピック・2018年平昌オリンピック出場。白馬高校第59回卒[10]。
- 山田優梨菜 - スキージャンプ選手。2014年ソチオリンピック出場。